# 리조트

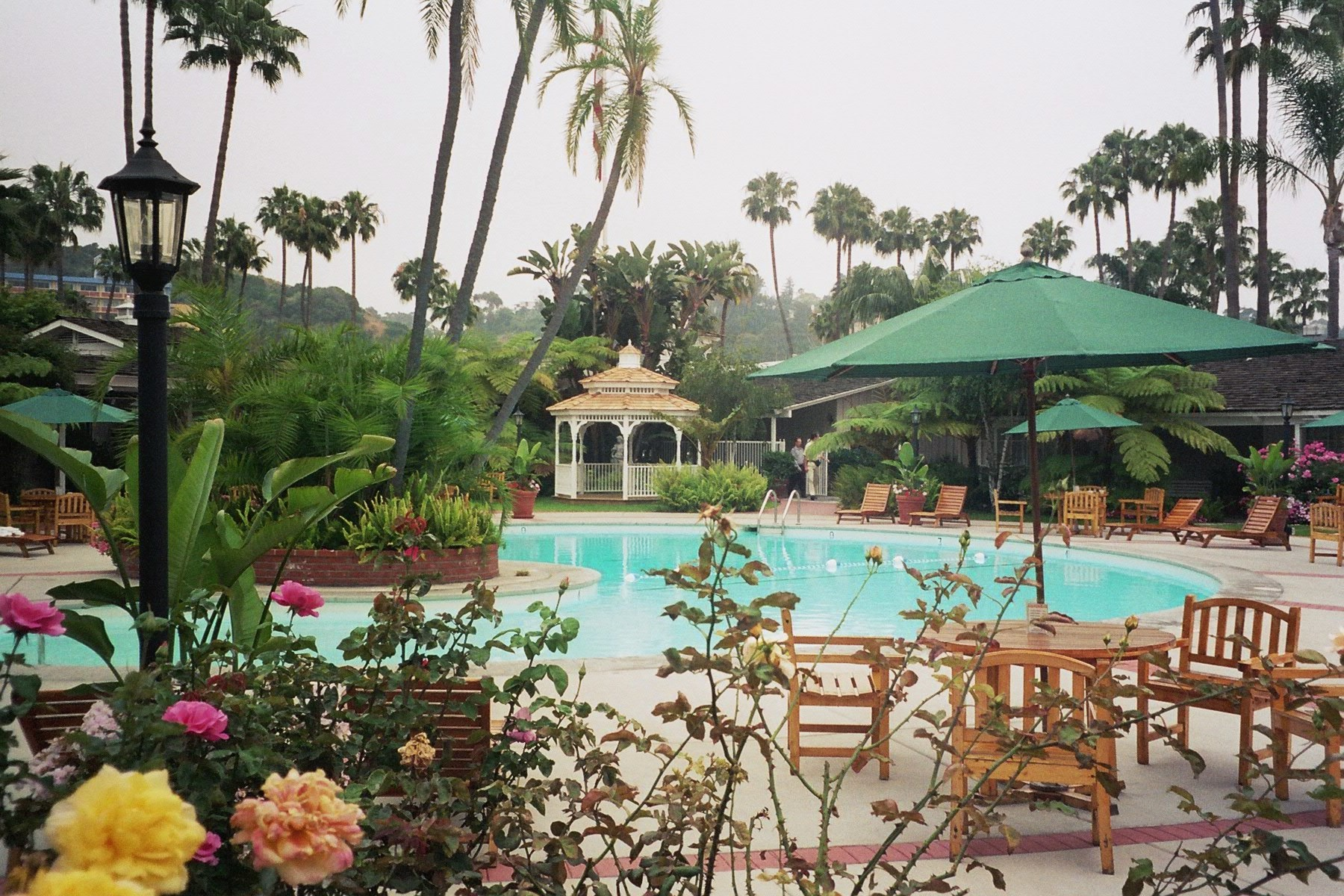
샌디에이고의 리조트

리조트(영어: resort)는 비교적 오랜 기간 머물면서 여가를 즐길 수 있는 체류형 휴양 시설이다. 일반적으로 숙박, 식사, 스포츠 활동, 레저 활동, 쇼핑 등을 할 수 있다. '리조트'라는 말은 즐길거리와 다양한 활동들이 있는 호텔에 쓰일 수 있고, 리조트 중에는 호텔인 곳이 많다. 예를 들어 미국 미시간주의 맥키낵 섬에 있는 그랜드 호텔이 있다.

## 종류
- 스키 리조트
- 시사이드 리조트 (해수욕장과 같은 수상 스포츠 시설)
- 골프 리조트
- 스파 리조트

## 같이 보기
- 휴양지